# Сунд
Сунд (швед. Sund) — муніципалітет (комуна) Фінляндії в автономній провінції Аландські острови.
Населення становить понад 1031 жителів. У комуні 30 населених пунктів.

## Історія
Перші ознаки людського життя в Сунді походять з бронзової доби, але постійне поселення було створено зі Швеції лише в V столітті. У податковому списку 1571 року згадується, що в Сунді було 125 селян, які платили податки, з яких, за оцінками, населення на той час становило близько 900 осіб.
Середньовічна кам'яна церква Святого Іоанна побудована в кінці XIII століття або не пізніше 1310 року.
Замок Кастельгольма побудований в кінці XIV століття і став адміністративним центром Аландських островів. Замок втратив своє значення під час Реформи графства 1634 року та був додатково пошкоджений під час пожежі 1745 року.
Коли Російська імперія захопила Фінляндію під час Фінської війни 1808 року, вона хотіла зміцнити оборону свого нового західного кордону. Фортеця Бомарсунд була побудована в Сунді між 1832 і 1854 роками. На час Кримської війни фортеця Бомарсунд була завершена лише наполовину. Фортеця здалася та була знищена, оскільки в інтересах Британської імперії треба було запобігти російській військовій активності на островах. Паризький договір, який завершив Кримську війну в 1856 році, містив положення про те, що на Аландські островах не повинні бути укріплення.

## Географічне положення
Розташовується в східній частині головного острова Аландського архіпелагу Фаста Оланд, за 25 км від Марієгамна.

## Економіка
Більшість жителів Сунда традиційно заробляє на життя сільським господарством, лісництвом і рибальством, але з бумом туризму частка послуг в економічній структурі різко зросла.
У 2015 році в муніципалітеті було 232 робочих місця. Їх них 12 % припадає на первинне виробництво (сільське, лісове та рибне господарство), 70 % — на сферу послуг та 12 % — на переробку.
У 2016 році компаніями, які сплатили найбільше корпоративного податку, були Delfensdal Kom Ab, яка займається переробкою та остаточною утилізацією відходів, Capinova — текстильна компанія, та Drängarna Åland, яка займається ландшафтними роботами.

## Пам'ятки
- Бомарсунд - руїни російської фортеці XIX століття.
- Кастельгольм — середньовічна фортеця XIV—XVII століть.
- Церква Святого Іоанна — споруда XIII століття, найбільша церква Аландських островів.
- Аландський музей фотографії.